# Seven Second Summits
Unter der Bezeichnung Seven Second Summits [ˈsɛvən ˈsɛkənd ˈsʌmɪts] (englisch für Sieben zweite Gipfel) werden die jeweils zweithöchsten Berge der sieben Kontinente zusammengefasst. Da es unterschiedliche Ansichten über die Grenzen Asiens zu Europa einerseits und zu Australien andererseits gibt, kommen mindestens neun Berge in Frage. Außerdem ist aufgrund abweichender Vermessungsdaten nicht mit letzter Sicherheit geklärt, welcher Berg der zweithöchste Berg in Ozeanien ist.
Alle Seven Second Summits zu besteigen gilt als größere bergsteigerische Herausforderung als die Besteigung aller Seven Summits, der jeweils höchsten Berge der Kontinente. Christian Stangl hat die Besteigungsserie der Seven Second Summits am 15. Januar 2013 erstmals vervollständigt.

## Definition
Die sieben Kontinente sind Europa, Afrika, Asien, Australien bzw. Ozeanien, Nordamerika, Südamerika und Antarktika (zu anderen Zählungen vergleiche Anzahl der Kontinente). Bezüglich der jeweiligen Grenzen Europas und Australiens zu Asien gibt es verschiedene mögliche Definitionen, die sich auf die Frage auswirken, welcher der zweithöchste Berg dieser Kontinente ist. Je nach Ansicht über die Innereurasische Grenze zählt der Kaukasus entweder zur Gänze zu Asien oder nördlich seiner Wasserscheide zu Europa; nach der zweiten Meinung wäre der Dychtau im Kaukasus der zweithöchste Berg Europas, andernfalls die in den Alpen gelegene Dufourspitze.
Ähnliche Unklarheiten bestehen bezüglich Australien: Reduziert man den Kontinent auf das australische Festland, ist der Mount Townsend sein zweithöchster Berg. Hierfür spricht vor allem eine bergsteigerisch-traditionelle Herangehensweise, da die erste Seven-Summit-Liste vom US-Amerikaner Dick Bass nach dieser Auffassung zusammengestellt wurde. Fasst man den Begriff weiter, zählen auch deutlich höhere Gipfel im indonesischen Teil der Insel Neuguinea zum Kontinent. Dies entspricht der zweiten unter Bergsteigern anerkannten Definition der Seven Summits nach einem Vorschlag von Reinhold Messner (siehe Listen von Bass und Messner). Demnach ist der indonesische Sumantri einer der Seven Second Summits.

## Unsicherheit beim zweithöchsten Gipfel Indonesiens
Welcher der zweithöchste Gipfel Indonesiens ist, ist mit Unsicherheit behaftet. Neben dem Sumantri kommen dafür auch Ngga Pulu, Ngga Pilimsit, Puncak Mandala und Puncak Trikora in Frage, die alle über 4500 Meter hoch sind. Für diese Unsicherheit gibt es im Wesentlichen drei Gründe:
- Verlässliche Daten zur Höhe von Erhebungen fehlen vielerorts in Indonesien. Teilweise gibt es widersprüchliche Angaben.[3]
- Die wenigen Messungen sind teilweise veraltet, weil einige Gipfel durch das Abschmelzen ihrer Eiskappen an Höhe verlieren.[4]
- Bei einigen Gipfeln ist umstritten, ob sie eigenständige Berge sind. Denn zu den Seven Second Summits werden nur eigenständige Berggipfel gezählt, keine Nebengipfel. So zählt etwa die Südspitze des Mount Everest nicht dazu, obwohl sie mit 8750 Metern deutlich höher ist als der K2.

Messungen australischer Universitäten von 1973 ergaben für den Sumantri eine Höhe von nur 4810 Metern, dagegen wurde der Ngga Pulu mit 4862 Metern deutlich höher angegeben.
Daher wurde der Ngga Pulu von vielen als der zweithöchste Berg Indonesiens angesehen. Allerdings sprechen ihm andere wegen seiner geringen Dominanz und Schartenhöhe die nötige Eigenständigkeit ab und bewerten ihn als Nebengipfel von Indonesiens höchstem Berg, der Carstensz-Pyramide (siehe Eigenständigkeit des Ngga Pulu).
Demnach nannten verschiedene Quellen, darunter das indonesische Tourismusministerium, den Puncak Trikora als zweithöchsten Berg Indonesiens. Eine SRTM-Messung aus dem Jahr 2000 legt dagegen nahe, dass der Puncak Mandala höher ist als Puncak Trikora. Private GPS-Daten legen nahe, dass der Sumantri der zweithöchste Berg Indonesiens ist, dessen Höhe in älteren Vermessungen deutlich niedriger angegeben worden war.

## Liste
Die folgende Tabelle gibt einen Überblick über die wichtigsten Daten der einzelnen Berge der Second Seven Summits. In der Spalte Dominanz ist der Radius des Gebiets angegeben, das der Berg überragt. Die Schartenhöhe nennt die Höhendifferenz, die man mindestens bis zu einer Einschartung hinabsteigen muss, um zu einem höheren Gipfel zu gelangen. In den Spalten LB und LM sind die Berge markiert, die Gipfeln aus den Listen von Bass bzw. Messner entsprechen.
| Kontinent   | Bild                                               | Gipfel                   | Höhe   | Gebirge              | Land               | Dominanz   | Schartenhöhe | Erstbesteigung                                                                           | LB | LM |
| ----------- | -------------------------------------------------- | ------------------------ | ------ | -------------------- | ------------------ | ---------- | ------------ | ---------------------------------------------------------------------------------------- | -- | -- |
| Afrika      | Batian                                             | Batian Mount Kenia       | 5199 m | Mount-Kenya-Massiv   | Kenia              | 0324,3 km  | 3825 m       | Am 13. September 1899 durch J. Brocherel, H. Mackinder, C. Ollier                        | ✔  | ✔  |
| Antarktika  |                                                    | Mount Tyree              | 4852 m | Sentinel Range       | – ?                | 0014,5 km  |              | Am 6. Januar 1967 durch B. Corbet, J. Evans                                              | ✔  | ✔  |
| Asien       | Nordseite des K2                                   | K2 Lambha Pahar, Chogori | 8611 m | Karakorum            | Pakistan, China    | 1315,6 km  | 4020 m       | Am 31. Juli 1954 durch A. Compagnoni, L. Lacedelli                                       | ✔  | ✔  |
| Australien  | Nordostseite des Mount Townsend (Gemälde von 1863) | Mount Townsend           | 2209 m | Great Dividing Range | Australien         | 0003,7 km  | 0189 m       | Im Jahr 1837                                                                             | ✔  |    |
| Australien  | Sumantri in der Bildmitte                          | Sumantri                 | 4870 m | Maokegebirge         | Indonesien         | 0002,38 km | ca. 350 m    | Im Februar 1962 durch Heinrich Harrer und Phil Temple                                    |    | ✔  |
| Europa      | Monte Rosa-Massiv mit Dufourspitze                 | Dufourspitze             | 4634 m | Alpen                | Schweiz            | 0078,3 km  | 2165 m       | Am 1. August 1855 durch J. Birkbeck, C. Hudson, C. Smyth, J. Smyth, E. Stephenson        |    |    |
| Europa      | Dykhtau                                            | Dychtau                  | 5204 m | Kaukasus             | Russland           | 0064,3 km  | 2002 m       | Im Jahr 1888 durch A. Mummery, H. Zurfluh                                                | ✔  | ✔  |
| Nordamerika | Südwestseite des Mount Logan                       | Mount Logan              | 5959 m | Eliaskette           | Kanada             | 0622,7 km  | 5247 m       | Am 23. Juni 1925 durch A. Carpé, W. Foster, H. Lambart, A. MacCarthy, N. Read, A. Taylor | ✔  | ✔  |
| Südamerika  | Ojos del Salado                                    | Ojos del Salado          | 6893 m | Anden                | Argentinien, Chile | 0630,7 km  | 3688 m       | Am 26. Februar 1937 durch J. Szczepanski, J. Wojsznis                                    | ✔  | ✔  |

## Vergleich mit den Seven Summits
Die einzelnen Seven Second Summits werden fast durchweg als größere bergsteigerische Herausforderung eingestuft als die höchsten Gipfel des jeweiligen Kontinents. Dazu kommt, dass sie in aller Regel schlechter erschlossen sind als die populär gewordenen Seven Summits, sodass Bergsteiger hier auf weniger Infrastruktur zurückgreifen können. Lediglich die Carstensz-Pyramide gilt als anspruchsvoller als Sumantri, Puncak Trikora oder Ngga Pulu. Gleichzeitig ist Australien der einzige Kontinent, dessen höchster Berg – unabhängig von der Definition der Seven Second Summits – nach dem zweithöchsten erstbestiegen wurde.
Während im August 2010 noch kein Bergsteiger die Serie der zweithöchsten Gipfel absolviert hatte, wies die Internetseite 7summits.com zu dieser Zeit die Namen von 275 Bergsteigern aus, die bereits alle Seven Summits bestiegen hatten. Bis 2016 wuchs deren Zahl auf über 400 an.
Die nachfolgende Tabelle gibt einen direkten Vergleich zwischen den einzelnen Seven Second Summits und dem jeweiligen Pendant aus der Liste der Seven Summits. (Dabei werden vier Berge auf der Insel Neuguinea aufgeführt, die zumindest bis Ende 2012 konkurrierend als zweithöchster Berg hinter der Carstensz-Pyramide in Frage kamen.) Die Spalte Zeitdifferenz Erstbesteigung gibt die Zeit an, die ein Gipfel nach dem höchsten seines jeweiligen Kontinents erstbestiegen wurde; negative Werte bedeuten, dass er vor dem höchsten erstbestiegen wurde. Klettertechnische Schwierigkeitsgrade werden in der Skala der jeweiligen Quelle genannt, zusätzlich wird in Klammern die ungefähre Entsprechung in der Skala der UIAA angegeben.
| Gipfel                 | Pendant Seven Summits     | Höhen- differenz | Zeitdifferenz Erstbesteigung | Vergleich markanter Anforderungen |
| ---------------------- | ------------------------- | ---------------- | ---------------------------- | --- |
| Batian 5199 m          | Kibo 5895 m               | 696 m            | +10 Jahre                    | Der Batian ist zwar fast 700 m niedriger als der Kibo und erfordert dadurch weniger Akklimatisierung an die Höhenluft. Allerdings führen auf den Kibo einfache Trekkingpfade, während die schroffe Felsspitze des Batian Kletterkenntnisse verlangt; die einfachste Route wird mit 5.6 bis 5.8 auf der Sierra-Skala (V− bis VI−) bewertet. |
| Mount Tyree 4852 m     | Mount Vinson 4892 m       | 040 m            | +20 Tage                     | Technisch gilt der geringfügig niedrigere Mount Tyree als schwieriger. Große Herausforderungen gehen bei den benachbarten Bergen von der extrem abgeschiedenen Lage (nur rund 1200 km bis zum Südpol), antarktischer Kälte und Stürmen aus. Bis Ende 2011 wurde der Tyree nur sieben Mal bestiegen, während bis Ende 2004 schon rund 950 Bergsteiger den Gipfel des Mount Vinson erreicht hatten. |
| K2 8611 m              | Mount Everest 8848 m      | 237 m            | +10 Monate                   | Der K2 ist zwar ein gutes Stück niedriger als der Mount Everest, aber sehr viel steiler. Während die Anforderungen durch extreme Höhe – wie Sauerstoffmangel, starke Winde und Eiseskälte – bei beiden annähernd vergleichbar sind, gilt der K2 unter Bergsteigern als weit anspruchsvoller und wird immer wieder als der schwierigste Achttausender bezeichnet. |
| Mount Townsend 2209 m  | Mount Kosciuszko 2228 m   | 019 m            | −3 Jahre                     | Obwohl die zwei höchsten Gipfel des australischen Festlandes beide recht leicht zu besteigen sind, gilt der Mount Townsend, der einen markanteren Gipfel hat, als ein wenig schwieriger. Der Weg zum Mount Kosciuszko ist dagegen kürzer und leichter. |
| Sumantri 4870 m        | Carstensz-Pyramide 4884 m | 014 m            | < –1 Monat                   | |
| Ngga Pulu 4862 m       | Carstensz-Pyramide 4884 m | 022 m            | −25 Jahre                    | Die Anreise ist zu beiden Gipfeln praktisch identisch. Der Ngga Pulu gilt als leichter zu besteigen als die Carstensz-Pyramide. Der Aufstieg auf den Ngga Pulu ist eine einfache Gletschertour. Die Carstensz-Pyramide gilt dagegen als einer der schwierigsten Berge der Seven Summits. |
| Puncak Mandala 4760 m  | Carstensz-Pyramide 4884 m | 124 m            | −2 Jahre                     | |
| Puncak Trikora 4730 m  | Carstensz-Pyramide 4884 m | 154 m            | −49 Jahre                    | Durch die Lage im neuguineischen Urwald sind beide Berge schwer zu erreichen. Die Anreise zum Puncak Trikora ist jedoch kürzer und leichter als die zur Carstensz-Pyramide. Außerdem erfordert die schroffe und steile Felswand der Carstensz-Pyramide die größeren Kletterkenntnisse, sie wird auf der Sierra-Skala mit 5.10 (VI+ bis VII) bewertet. |
| Dufourspitze 4634 m    | Mont Blanc 4805 m         | 176 m            | +69 Jahre                    | Der Mont Blanc ist zwar der höchste Alpengipfel, aber der finale Aufstieg ab der letzten Hütte ist mit 985 Höhenmetern kürzer als bei der Dufourspitze, wo es noch 1339 Höhenmeter zum Gipfel sind. Außerdem wird die Normalroute des Mont Blanc mit WS auf der SAC-Skala (II) als leichter eingestuft als die der Dufourspitze, die mit ZS− (III) angegeben ist. |
| Dychtau 5204 m         | Elbrus 5642 m             | 438 m            | +14 Jahre                    | Der Dychtau ist über 400 m niedriger als der Elbrus, stellt aber auf der Normalroute klettertechnisch weitaus höhere Anforderungen: Er wird auf der russischen Schwierigkeitsskala mit 4B (IV bis V) bewertet, wogegen der Elbrus mit 2B (II bis III) recht leicht zu besteigen ist. |
| Mount Logan 5959 m     | Denali 6190 m             | 235 m            | +12 Jahre                    | Nach ihrer klettertechnischen Schwierigkeit unterscheiden sich die beiden nordamerikanischen Berge kaum; der Mount Logan wird mit II+ minimal schwieriger bewertet als der Denali mit II. Die größten Anforderungen stellen hier die außerordentlichen klimatischen Bedingungen. Das Wetter wird an beiden Bergen durch Stürme und extreme Kälte bestimmt. Außerdem ist die Troposphäre in Polnähe dünner, sodass in Gipfelnähe Luftbedingungen wie im Himalaya ab 7000 m Höhe herrschen. All dies wirkt sich beim Mount Logan stärker aus, da seine Hochplateau-Form für den Aufstieg einen längeren Aufenthalt in großer Höhe erfordert. |
| Ojos del Salado 6893 m | Aconcagua 6961 m          | 069 m            | +40 Jahre                    | Der Höhenunterschied zwischen den beiden südamerikanischen Bergen ist verschwindend gering. Der Ojos del Salado ist allerdings touristisch deutlich schlechter erschlossen. Vor allem aber verlangt seine Felsspitze auf den letzten Metern Kletterkenntnisse, die beim Aconcagua nicht erforderlich sind. Die Schwierigkeit wird mit F/PD (I/II) daher etwas höher eingeschätzt als beim Aconcagua, der mit F (I) bewertet wird. |

## Bewältigung der Besteigungsserie
Am 15. Januar 2013 vollendete der Österreicher Christian Stangl als erster die Serie – er hatte sogar alle fünf Kandidaten (Sumantri, Ngga Pulu, Puncak Mandala, Puncak Trikora, Mount Townsend) für den zweithöchsten Berg von Australien/Ozeanien bestiegen. Im annähernd gleichen Zeitraum (25. November 2008 – 23. August 2013) bestieg er auch die sieben dritthöchsten Kontinentalgipfel, die „Seven Third Summits“. Zusammen mit den Seven Summits, den Seven Second Summits und den Seven Third Summits hat Christian Stangl alle 21 höchsten Kontinentalgipfel, die sogenannten Triple Seven Summits, bestiegen.
Der Japaner Takayasu Semba hat als zweite Person die Serie Seven Second Summits am 17. Juni 2019 vollendet.
Die Amerikanerin Jenn Drummond beansprucht seit 9. Oktober 2024 die dritte Person auf den Seven Second Summits gewesen zu sein.
Am 3. Januar 2012 vermeldete der Südtiroler Hans Kammerlander, er sei der erste Mensch, der alle Second Summits erstiegen hat. Bald darauf wurde bezweifelt, dass Kammerlander tatsächlich den Hauptgipfel des Logan am 20. Mai 2010 erreicht hatte. Das von ihm veröffentlichte Gipfelfoto stimmte in markanten Details nicht mit den Fotos und Beschreibungen anderer Bergsteiger überein. Er hatte 2,35 km vor dem Gipfel umgedreht. Zum anderen fuhr der Südtiroler Hans Kammerlander auch noch zum „falschen“ Berg des Kontinents Ozeanien/Australien (Anm. Puncak Trikora) und hat, was wesentlicher ist, diesen auch gar nicht bestiegen. Ein Video bestätigt, dass Kammerlander zusammen mit seinem Partner Mutschlechner abermals 600 m vor dem Gipfel, erst am Beginn des Westgrates, umdrehten.
Der von Kammerlander gewählte zweithöchste Gipfel Ozeaniens, der Puncak Trikora konnte schon damals kaum noch als zweithöchster Berg des Kontinents gelten. Da er am Berg Puncak Trikora den Gipfel auch nachweislich verfehlte, hat Kammerlander auf diesem Kontinent überhaupt keinen Berg erstiegen. Als er damit konfrontiert wurde, sagte er resigniert: „Dann war ich da also auch auf dem falschen Gipfel. Aber mit so lächerlichen Sachen spiele ich nicht rum. Deswegen fahre ich da nicht auch noch mal hin.“ Aktuell – 2025 – gilt der Puncak Trikora nur noch als der vierthöchste Berg des Kontinents.
Weiters konnte im Jahre 2024 unter Abgleich von modernen Drohnenaufnahmen, welcher ein russischer Bergsteiger vom Gipfelbereich des Berges Dychtau veröffentlichte, ganz eindeutig nachgewiesen werden, dass Hans Kammerlander auch nie am Gipfel des Dychtau stand.
Kammerlanders niedergeschriebene Erzählung in seinem Buch Second Seven Summits beschreibt überraschend detailreich den Anstieg auf den höchsten sichtbaren Punkt in Flory Kerns letzter Kameraeinstellung. Brisant dabei: Der Gipfel des Dychtau ist von dieser Kameraposition überhaupt nicht sichtbar. Zusammen mit den neuen Drohnenaufnahmen lässt sich exakt nachvollziehen, wo Hans Kammerlander im Juni 2010 vor dem Gipfel umgedreht hat.
Hans Kammerlander publizierte am 3. Januar 2012, er bestieg „als erster die Seven Second Summits“ Zu diesem Zeitpunkt, 3. Januar 2012, hatte er erst lediglich vier der sieben Seven Second Summits geschafft.
Der von Christian Stangl bestiegene Sumantri gilt als der richtige Berg.
Deshalb wurde Christian Stangl, unter anderem von Guinness World Records, als derjenige anerkannt, der als Erster alle Seven Second Summits bezwungen hat.

## Belege
1. 1 2  Vgl. Eberhard Jurgalski: The (Eleven) Seven Summits 8000ers.com (zur Definition der Seven Summits).
2. 1 2  Eberhard Jurgalski: Seven Second Summits Major Update. In: 8000ers.com. 7. April 2013, abgerufen am 26. April 2014 (englisch).
3. 1 2 3 4  The Second Seven Summits. In: peakbagger.com. Abgerufen am 19. Dezember 2010 (englisch).
4. ↑  Joachim Hoelzgen: Die letzten Südsee-Gletscher schmelzen dahin. In: Spiegel Online. 19. August 2010, abgerufen am 28. März 2011.
5. ↑  Geoff S Hope et al. (Hrsg.): The Equatorial Glaciers of New Guinea (Results of the 1971–1973 Australian Universities’ Expeditions to Irian Jaya: survey, glaciology, meteorology, biology and palaeoenvironments). A.A. Balkema, Rotterdam 1976, Map 2: Carstenz Glacier Area, Irian Jaya. (papuaweb.org [PDF; abgerufen am 27. April 2014]).
6. 1 2 3  Second Seven Summits. Summary. 14. Mai 2010, archiviert vom Original (nicht mehr online verfügbar) am 16. August 2010; abgerufen am 19. Dezember 2010 (englisch).
7. ↑  Carstensz Pyramid. Abgerufen am 15. März 2011 (englisch).
8. 1 2  Andreas Lesti: Hans Kammerlanders scharfer Grat faz.net vom 3. April 2012.
9. ↑  Peaks of Australia/Oceania. In: peakware.com. Archiviert vom Original (nicht mehr online verfügbar) am 29. April 2011; abgerufen am 30. März 2011 (englisch).
10. 1 2  Mount Kenya, Kenya. In: peakbagger.com. Abgerufen am 13. April 2011 (englisch).
11. ↑  Harry Loots: From Platberg to Kilimanjaro. Walk in Wild Places, 2020, Kapitel First ascent of Mount Kenya (eingeschränkte Vorschau bei Google Books).
12. ↑  Mount Tyree, Antarctica. In: peakbagger.com. Abgerufen am 13. April 2011 (englisch).
13. ↑  Brian S. Marts: American Antarctic Mountaineering Expedition. In: American Alpine Journal. 1967, S. 251–257 (americanalpineclub.org (Memento vom 27. September 2007 im Internet Archive) [PDF; 2,6 MB; abgerufen am 15. September 2021] Expeditionsbericht).
14. 1 2  K2, China/Pakistan. In: peakbagger.com. Abgerufen am 13. April 2011 (englisch).
15. ↑  David Roberts: K2: The Bitter Legacy. In: National Geographic. September 2004 (Artikel online auf den Internetseiten von National Geographic [abgerufen am 26. August 2010]).
16. 1 2  Mount Townsend, New South Wales. In: peakbagger.com. Abgerufen am 13. April 2011 (englisch).
17. ↑  Seven Summits. Abgerufen am 26. August 2010.
18. ↑  Sumantri, Indonesia. In: peakbagger.com. Abgerufen am 26. April 2014 (englisch).
19. 1 2  Monte Rosa, Switzerland. In: peakbagger.com. Abgerufen am 13. April 2011 (englisch).
20. 1 2  Dufourspitze (4634 m). In: 4000er.de. Abgerufen am 26. August 2010.
21. 1 2  Gora Dykh-Tau, Russia. In: peakbagger.com. Abgerufen am 13. April 2011 (englisch).
22. ↑  Douglas William Freshfield: The Exploration of the Caucasus. Adegi Graphics, 2000, ISBN 978-1-4021-8653-0, S. 19 f. (eingeschränkte Vorschau in der Google-Buchsuche).
23. ↑  Willy Blaser: Schweizer Erstbesteigungen (PDF; 256 kB).
24. 1 2  Mount Logan, Yukon Territory. In: peakbagger.com. Abgerufen am 13. April 2011 (englisch).
25. ↑  1925 Climb virtualmuseum.ca
26. ↑  Chic Scott: Pushing the limits: the story of Canadian mountaineering. Rocky Mountain Books Ltd, 2000, ISBN 978-0-921102-59-5, S. 96 ff. (eingeschränkte Vorschau in der Google-Buchsuche).
27. 1 2  Ojos del Salado, Argentina/Chile. In: peakbagger.com. Abgerufen am 13. April 2011 (englisch).
28. ↑  Ojos del Salado. In: summitpost.org. Abgerufen am 26. August 2010 (englisch).
29. ↑  Axel Heuber: Sportklettern: Warum viele Bergsteiger Viagra benötigen. In: Welt Online. 25. April 2011, abgerufen am 2. Mai 2011.
30. ↑  Harry Kikstra: Statistics. In: 7summits.com. Abgerufen am 22. August 2010 (englisch).
31. ↑  Stewart Green: The Seven Summits liveabout.com, 8. Oktober 2018.
32. ↑  Mount Kenya. In: summitpost.org. 19. August 2010, abgerufen am 11. Dezember 2010 (englisch).
33. ↑  Jeff Rubin: Antarctica. 4. Auflage. Lonely Planet, 2008, ISBN 978-1-74104-549-9, S. 73.
34. ↑  Christian Stangl: Mt.Tyree – K2 der Antarktis. Archiviert vom Original (nicht mehr online verfügbar) am 10. März 2010; abgerufen am 31. März 2011.
35. ↑  Stangl und Kammerlander: Gemeinsam in die Antarktis alpin.de, 30. November 2011.
36. ↑  Vionson, auf 7summits.com, abgerufen am 19. Februar 2021.
37. ↑  Günter Seyfferth: Die 14 Achttausender. 11. März 2011, abgerufen am 31. März 2011.
38. ↑  Achttausender. Die 14 höchsten Gipfel der Erde. Abgerufen am 31. März 2011.
39. ↑  Bo Parfet, Richard Buskin: Die Trying: One Man’s Quest to Conquer the Seven Summits. AMACOM Div American Mgmt Assn, 2009, ISBN 978-0-8144-1084-4, S. 197 (eingeschränkte Vorschau in der Google-Buchsuche).
40. ↑  Carstensz Pyramide (4884 m) (Memento vom 6. Januar 2012 im Internet Archive) Reisebeschreibung eines Tourenveranstalters (PDF).
41. ↑  Gipfelfieber eckart-winkler.de, siehe Abschnitt "Seven Second Summits".
42. ↑  Carstensz Pyramid (Puncak Jaya) – The history of climbing. Abgerufen am 7. November 2010 (englisch).
43. ↑  Mount Trikora Expedition. Abgerufen am 31. März 2011 (englisch).
44. ↑  Normal route. In: summitpost.org. Abgerufen am 7. November 2010 (englisch).
45. ↑  Mont Blanc. In: 4000er.de. Abgerufen am 18. Dezember 2010.
46. ↑  Russian Alpine Grades. In: summitpost.org. Abgerufen am 8. Dezember 2010 (englisch, Vergleichstabelle der russischen Skala).
47. ↑  Dychtau. In: summitpost.org. Abgerufen am 26. August 2010 (englisch).
48. ↑  Standard Route-South Face & Azau Valley. In: summitpost.org. Abgerufen am 26. August 2010 (englisch).
49. ↑  Logan – King Trench. In: bivouac.com. Abgerufen am 3. Mai 2011 (englisch).
50. ↑  West Buttress. In: summitpost.org. Abgerufen am 3. Mai 2011 (englisch).
51. ↑  Climate of Mount McKinley National Park. In: Internetseiten des National Park Service. Abgerufen am 23. August 2010 (englisch).
52. ↑  Der Mount Logan ( 5.959 m ). Archiviert vom Original (nicht mehr online verfügbar) am 5. Juni 2008; abgerufen am 28. März 2011.  Info: Der Archivlink wurde automatisch eingesetzt und noch nicht geprüft. Bitte prüfe Original- und Archivlink gemäß Anleitung und entferne dann diesen Hinweis.
53. ↑  John Biggar: The Andes: A Guide for Climbers. 3. Auflage. Andes, 2005, ISBN 978-0-9536087-2-0, S. 279 (eingeschränkte Vorschau in der Google-Buchsuche).
54. ↑  Höchste Berge der Kontinente | Stangl schafft den "Triple Seven Summits", auf spiegel.de
55. ↑  Christian Stangl: Sumantri – der Zweithöchste von Ozeanien (Memento vom 11. August 2015 im Internet Archive) skyrunning.at (archivierte Website).
56. ↑  The Second Seven Summits - Front Runners List, auf peakbagger.com
57. ↑  Website von Jenn Drummond
58. ↑  Hans Kammerlander erfolgreich: Erster Mensch auf allen Second Seven Summits. bergleben.de, 2012, abgerufen am 5. Januar 2012.
59. 1 2  Bergsteiger-Posse | Das ist der Gipfel, oder ist er es nicht?, auf faz.net
60. ↑  Hans Kammerlander Seven Second Summits Trikora TV version, auf youtube.com
61. 1 2  Fraudulent summit claim on Mt. Dych Tau (PDF), auf 8000ers.com
62. 1 2  https://7summits.com/2nd-7summits.php
63. ↑  Eberhard Jurgalski: Kammerlander/Stangl: “Seven Second” and “Third” Facts 8000ers.com, 30. März 2012, Update Oktober 2013.
64. ↑  Hans Kammerlander, Walther Lücker: Seven Second Summits: Über Berge um die Welt. Malik, 2012, ISBN 3-89029-427-8.
65. ↑  Dykh Tau, auf youtube.com
66. ↑  Kammerlander schafft als Erster die "Seven second Summits", auf spiegel.de
67. ↑  The Second Seven Summits peakbagger.com
68. ↑  Vgl. Eberhard Jurgalski: Tabelle der Triple Seven Summits mit Besteigungsdaten von Stangl und weiteren Bergsteigern (PDF-Download).
69. ↑  Guinness World Records: First person to climb the Second Seven Summits

- Karte mit allen Koordinaten:
- OSM |
- WikiMap